# Didier Marc Garin
Didier Marc Garin est un compositeur de musique contemporaine, pédagogue et chef de chœur français né en 1963 à Dinan.
Il a traduit en 2003 la Divine Comédie de Dante Alighieri, trame d'un opéra en cours de composition.

## Biographie
Après une formation en linguistique, Didier Marc Garin suit des études de composition musicale et d'électroacoustique auprès de Michel Fusté-Lambezat, Klaus Huber et Emmanuel Nunes. Il se forme parallèlement à la direction chorale et orchestrale. Il suit également les cours d'Olivier Messiaen au Centre Acanthes, de Franco Donatoni à l'Institut de recherche et coordination acoustique/musique (IRCAM), participe aux sessions de l'Internationale Ferienkurse für Neue Musik de Darmstadt et du Muziek Centrum Nederland de la Fondation Gaudeamus (en) à Amsterdam et obtient une bourse de recherche de la Casa de Velázquez à Madrid. Il approfondit sa formation musicale dans les pays d'Asie et d'Afrique. Il officie aussi avec Hélène Guy pour la formation de jeunes chefs.
Didier Marc Garin est professeur de musique en collèges et lycées, professeur de formation musicale en écoles de musique et responsable pédagogique d'un établissement marocain. Il dirige différents chœurs en Gironde, sa région de résidence, et assure la coordination musicale de l'ensemble bordelais de musique contemporaine Proxima Centauri.
En 2006, il collabore au film de Thierry Thomas, Dante de l'Enfer au Paradis, coproduit par Arte et l'Institut national de l'audiovisuel (Ina). En avril 2007, il fonde temp’óra, un « réseau international d’échanges entre compositeurs, improvisateurs et interprètes afin d’encourager une meilleure connaissance de la musique de notre temps » qui compte 250 membres vivant dans 30 pays différents en 2017

## La Divine Comédie

### Traduction
À partir de 1990, Didier Marc Garin forme le projet d'écrire un opéra. Il se tourne, sans en mesurer véritablement l'ampleur, vers la Divine Comédie de Dante Alighieri. Au cours des trois années qui suivent, il en écrit le prologue. Alors que son dessein est de composer l'opéra sur le texte italien, et après avoir découvert plusieurs versions du texte original et de sa traduction, il se lance finalement, en 1996], pour ses propres besoins d'approfondissement, dans la traduction de l'œuvre. Les difficultés du « vulgaire illustre » l'amènent à un travail de recherche sémantique et historique dont les résultats lui font prendre conscience de la nécessité d'une exigence qu'il n'avait pas rencontrée dans les précédentes traductions : il décide de revoir l'Enfer, quasiment achevé, pour apporter « [une] très grande proximité au texte, la suppression des pronoms personnels et articles inutiles, une souplesse dans la versification et la juxtaposition de niveaux de langues différents, selon le besoin ».
La traduction de la Divine Comédie, présentée et annotée par Didier Marc Garin, a été publiée en 2003 aux Éditions de la Différence et saluée par la critique en des termes élogieux. Le critique Maurice de Montremy écrit dans la revue Livres Hebdo : « Une version ouverte, accessible - moins ambitieuse, mais aussi moins hautaine que certaines de ses concurrentes » et Claude Michel Cluny dans la revue Lire : « La version nouvelle de Didier Marc Garin propose de bonnes clés pour y aller voir, une fois de plus […]. La langue est accessible, les notes justes et suffisantes, et le texte exact en regard : une aubaine pour les italianisants ».

### Opéra
Didier Marc Garin se place au-delà de toute position religieuse pour appréhender le texte que Dante lui-même a dénommé « poema sacro » (« poème sacré »). Il ne retient d'ailleurs pas la qualification de « Divina » (« divine ») accolée au XVIe siècle au tire original de Commedia (Comédie). Le compositeur s'attache essentiellement à l'analyse dantesque du sentiment humain et à la beauté strictement littéraire du texte. Tout en essayant de mettre à jour le dessein du florentin, deus ex machina décidant « de l'avenir post mortem de ses concitoyens » : « Malice, orgueil, naïveté, mystification de l’identification, il est difficile de trancher ! »
Après dix ans de préparation de 1994 à 2005, Didier Marc Garin débute la composition de son œuvre en avril 2005, le prologue ayant été écrit entre 1991 et 1994. C'est sur la base de cette analyse textuelle qu'il conçoit la structure musicale de son opéra, œuvre de théâtre complet pour « orchestre, traitement électro-acoustique, solistes, petits et grands chœurs […] dimensions chorégraphique, photographique et cinématographique. ». Structuré à partir des sept endormissements de Dante, ce que le compositeur qualifie de « canon formel à 600 voix » s'étendra sur une durée totale de vingt-quatre heures découpée en trois journées. Le traitement informatique appliqué à la voix et aux instruments traditionnels mais aussi extra-européens de l'orchestre est prévu pour « créer un monde sonore inouï ». Son achèvement devrait intervenir dans les années 2030.

## Œuvres

### Orchestre
- Ein baumhoher Gedanke greift sich den Lichtton (1990) ²
- Prologo alla Commedia (1991-94)
- Leiho (1997)
- Anda (2003) pour ensemble de musique andalouse et orchestre symphonique : Orchestre philharmonique du Maroc, direction Jean-Charles Biondi, et Ensemble de musique andalouse de Fès, direction Mohamed Briouel (2004)

### Oratorio
- La Raison (1994-95) pour solistes, chœur, orchestre et percussion, livret de Pascal Quignard

### Opéra
- Commedia (en cours de composition en 2005) pour cinq solistes (soprano, contreténor, ténor, baryton, basse), chœurs, orchestre, percussions et électroacoustique, livret de Dante Alighieri (Commedia, texte original)

### Ensemble vocal
- Le jour s’est échappé (1987), texte de Didier Marc Garin : À Cœur Joie
- Euouae (1996) texte du rituel grégorien (propre de Tours) : ensemble vocal Syrinx, direction Jean-Louis Foucard (1997)
- Trois chansons de Jean de Sponde (1999) textes de Jean de Sponde, pour chœur d’hommes, chœur de femmes et chœur mixte

### Voix et instruments
- Strophes (1982) texte de Didier Marc Garin pour soprano et cymbales : Laetitia Casabianca, soprano, Marie-Pierre Burvingt, cymbaliste, Conservatoire à rayonnement régional de Bordeaux (CNR Centre André Malraux), Bordeaux (1983)
- Verbum excidit (1984) texte de Didier Marc Garin, pour soprano, mezzo-soprano et un violon,
- The waking (1990) poème de Theodore Roethke, pour alto et violon
- Le Fil de la Goilane (1987), poèmes de Serge Safran, pour chœur d’enfants, trois enfants solistes, piano et bande magnétique : À Cœur Joie, direction Hélène Guy, théâtre antique de Vaison-la-Romaine (commande d'État, 1987)
- Petite Pièce de campagne (1991) poème de Serge Safran, pour chœur mixte et deux percussionnistes
- Les Roses (1992-93) poèmes de Rainer Maria Rilke, pour soprano, clarinette, quatuor à cordes et percussion
- Feuilles dans le vent (2006), texte d’Adonis, pour récitant et flûtes : Anja Thomas, voix, Ivan Bellocq, flûte, La Réserve, Mantes-la-Ville (2006)
- D’Engadines (2006), texte de Franck Venaille, pour comédiens, saxophone, accordéon, percussion et bande : Marie-Bernadette Charrier, saxophone, Bruno Maurice, accordéon, Clément Fauconnet, percussion, le Théâtre des Tafurs, musée des beaux-arts de Bordeaux (2007)
- Saperlotte ! (2019), texte d’Eugène Savitzkaya, pour 10 voix solistes et trois percussionnistes.

### Solistes
- Accore (1989) pour violon, Clemens Merkel, violon, Aula Alte Schule Sigmaringen (1990)
- Fadensonnen (1990) pour piano, Sakae Kiuchi, piano, Staatliche Hochschule für Musik de Fribourg-en-Brisgau '1991)
- Über der grauschwarzen Ödnis (1990) pour marimba, Clément Fauconnet, marimba, École nationale supérieure d'architecture et de paysage de Bordeaux Talence (1998)
- Senhal I/Rotruenge (1994) pour violon,
- Senhal II/Planh (1994) pour alto
- Senhal III/Alba (1994) pour violoncelle
- Études pour piano n° 1 à 5 (1996-97)
- Rives (1996) pour saxophone soprano
- A riveder le stelle (1998) pour flûte en ut, Sylvain Millepied, flûte, CHM Montalivet-les-Bains (2002)
- Les origami (1998-) quarante courtes pièces pédagogiques pour piano
- Di quella sfuggente carezza (2002) pour saxophone basse
- Qahr (2011) 5 pièces brèves pour piano
- Répliques (2012) pour clarinette en sib
- para ti (2016) pour saxophone alto ou ténor
- sourdre du temps (2021) pour clarinette en sib

### Ensembles instrumentaux

#### Deux instruments
- L’Adminicule (1994) pour deux guitares : Bärbel Libera, Bernd Asmus, Freiburg im Bresigau (1989)
- Da caccia I (1991) pour flûte en ut et violon : Alexandra Uruska, violon Anatoli Marynchenko, flûte, Maison des académiciens Kiev
- Da caccia II (1991) duo pour violons
- Da caccia III (1991) pour trompette et violoncelle
- Tombeau d’Olivier Messiaen (1992) pour deux pianos joués à quatre mains (OCLC 658761833), (BNF 39599824)
- Da caccia IV (1991) pour basson et violoncelle
- Da caccia V (1992) pour violon et alto
- Da caccia VI (1996) pour flûte en ut et saxophone soprano ou clarinette en sib : Sylvain Millepied, flûte Marie-Bernadette Charrier, saxophone, Salle des actes Libourne (1998) (OCLC 984695987)
- Da caccia VII (1999) pour saxophone baryton et vibraphone : Marie-Bernadette Charrier, saxophone Clément Fauconnet, vibraphone, théâtre du Lierre Paris (2000)
- Da caccia VIII (2003) pour basson et clarinette basse
- Da caccia IX (2008) pour deux percussionnistes
- Sabanna I-III (2014) pour duo de piano (piano à quatre mains)
- Da caccia X (2016) pour alto et saxophone alto : ABSTRAI ensemble, Marianna Salles, alto et Pedro Bittencourt, saxophone, Rio de Janeiro (2016)

#### Trois instruments
- Surgente die (1984)  pour flûte, clarinette, hautbois
- La ronde moyée (1984) pour flûte, violon, violoncelle
- Trio (1989) pour clarinette, cor, alto : Craig Hill, clarinette, Tobias Schnirring, cor, Henrick Schiffer, alto, dir. Johannes Schöllhorn, Staatliche Hochschule für Musik de Fribourg-en-Brisgau (1990) (OCLC 984515977)
- Sélam (1992) pour violon, violoncelle, piano : De Ijsbreker Ives ensemble, Amsterdam

#### Quatre instruments
- Inscriptions (1983) pour quatre marimbas
- Aï fec (1985) pour saxophone, trois percussions et bande : Jean-Marie Londeix, saxophone, direction Michel Fusté-Lambezat, Place de la Bourse Bordeaux
- Ricercare (1990) pour deux guitares et deux percussions : Bärbel Libera, Jürgen Ruck, guitares, Juan Manuel Chavez, Bassam Abdul Salam, percussions, direction Johannes Schöllhorn, Staatliche Hochschule für Musik de Fribourg-en-Brisgau (1990)
- Flux d’estive I (1991)  pour flûte, deux saxophones, percussion : ensemble Proxima Centauri, Centre André Malraux Bordeaux (Commande de la région Aquitaine 1992)
- Flux d’estive II (1994) pour flûte, saxophone, piano, percussion : ensemble Proxima Centauri, Hôtel de Ville Talence (OCLC 984695926)
- Trois cartes postales (2001) pour flûte, saxophone, piano, percussion : ensemble Proxima Centauri, Tout Nouveau Théâtre Bordeaux (2001)
- Passamezzo (2002) pour trompette, cor, trombone, saxophone basse : élèves du Conservatoire à rayonnement régional de Bordeaux (CNR) Centre André Malraux Bordeaux (2003)
- Impromptues (2005) pour flûte, saxophone, piano, percussion : Ensemble Proxima Centauri, TNT Bordeaux (2005)
- Les plâtres confus (2013-2016) pour flûte, clarinette, violon et violoncelle.

#### Cinq instruments et plus
- Dune (1982)  pour quatuor à cordes et percussion : professeurs du CNR, direction Michel Fusté-Lambezat, centre André Malraux Bordeaux (1982)
- Le Vent de bronze (1983) pour ensemble instrumental : professeurs du CNR, direction Michel Fusté-Lambezat, centre André-Malraux Bordeaux (1983)
- Tinta (1985) pour ensemble instrumental : professeurs du CNR, direction Michel Fusté-Lambezat, centre André-Malraux Bordeaux (1985)
- A Stries (1986) pour ensemble instrumental : professeurs du CNR, direction Michel Fusté-Lambezat, centre André-Malraux Bordeaux (1986)
- Éléments d’air et d’eau, pour neuf percussionnistes : élèves des Vacances percutantes, direction Mathieu Ben Hassen, Marmande (2006 ; éd. Alfonce Production[6])
- In out / Stances (2010) pour soprano, flûte, saxophone, piano, percussion et électroacoustique : ensemble Proxima Centauri et Géraldine Keller, théâtre des Quatre Saisons, Gradignan (2010)
- Read what reeds wrote (2012) pour quintette à vents : calefax reed quintet, Musiekgebouw aan `t IJ, Amsterdam (2012)
- ... et lampassé d'azur (2013) pour ensemble de saxophones : élèves de l'école de musique de Gradignan, Rocher de Palmer, Cenon (2013)
- cadavre-esquisses (2014) pour accordéon, contrebasse, cor de basset, guitare, mandoline, piano et vielle à roue : création à Bordeaux, avril 2014 (OARA, Scène Molière-Aquitaine)

### Publications
- Papel y función del silencio y de la ruptura en el cante jondo. Ensayo sobre el tiempo de la soledad, Revista de Flamencología, 4e année no 7, chaire de flamencologie de l'université de Cádiz, 1998
  - Rôle et fonction du silence et de la rupture dans le cante jondo : essai sur le temps de la solitude (OCLC 863611641)
- La Divine Comédie, Dante Alighieri, traduit de l'italien, présenté et annoté, édition bilingue, Paris, éditions de la Différence, 2003, 1038 p.  (ISBN 2729114599), (OCLC 470934023) [présentation en ligne]
- La Comédie de Dante, une œuvre vive encore, Les Classiques du Monde, coll. Hélie-Actus
- « Composer au-delà des compromis : l'enjeu des œuvres dites pédagogiques », Les Cahiers du saxophone, no 18, 2006